# Seishiro
Seishiro（セイシロウ、1990年8月14日 - ）は、日本の振付師、ダンサー。福岡県出身。P.I.C.S.所属。数多くのアーティストの振付を担当している。

## 人物
2011年に福岡から東京に拠点を移す。その類稀なるセンスは国内外で注目を集める。
ジャズ、ヴォーグ、コンテンポラリーなどの様々な要素を生かし、独自の感性とスタイルを確立。その美的センスから作られる圧倒的な世界観は高く評価されている。
2015年のLegend Tokyoでは歴代最年少での優勝、過去最多５つの賞を受賞。アーティストプロデュースも多岐に渡り、振付した乃木坂46「インフルエンサー」「シンクロニシティ」が日本レコード大賞を2年連続受賞するなどメジャーシーンでも活躍。
ダンサーとしても振付家としてもその人気は高く、国内・海外でWorkshopを展開、数多くの舞台作品を手がけている。

## 受賞歴
- 2015年　日本最大のダンス・エンターテインメント作品コンテスト『Legend Tokyo Chapter.5』にて歴代最年少での最優秀作品賞受賞。他、オーディエンス賞/殊勲作品賞/音楽アーティストの視点（KREVA）/舞台漫画クリエイターの視点（美内すずえ）と、歴代最多の5つの賞を受賞。
- 2019年　門真国際映画祭にてオリジナル作品2作品が受賞。『黒鳥　BLACK SWAN』（最優秀群舞賞）、『邪浄朱仏』（最優秀撮影賞）
- 2022年　「CICLOPE Festival 2022」にてRADWIMPS「人間ごっこ」MVがMUSIC VIDEO部門コレオグラフィーカテゴリーで＜ブロンズ＞受賞。

## 出演
- 2019　太鼓芸能集団 鼓童 コラボレーションステージ『2019 Miss Earth Japan Niigata』@ 新潟能楽堂（演出/振付/出演）
- 2022　いけばな小原流 日本×バチカン国交樹立 80周年イベント @ バチカン カンチェッレリア宮殿（振付/出演）
- 2024　浅田真央アイスショー「Everlasting33」＠立川ステージガーデン（振付/出演）

## 振付作品

### アーティスト
ALI
- LOST IN PARADISE feat. AKLO

E-girls
- Flower LIVE TOUR 2015 "花時計"
- DANCE WITH ME NOW!

AKB48
- 小栗有以ソロコンサート

HKT48
- 3-2

Creepy Nuts
- 2way nice guy

ジェニーハイ
- 夏嵐（出演：金村美玖）[6]

Superfly
- Voice

乃木坂46
- インフルエンサー
- シンクロニシティ
- 心のモノローグ
- Sing Out!
- 他の星から（齋藤飛鳥、遠藤さくら）
- 僕は僕を好きになる
- 最後のTight Hug
- 歳月の轍
- Actually...
- これから
- 考えないようにする
- 歩道橋
- Same numbers

BiSH
- BiSH  映画『BiSH presents PCR is PAiPAi CHiNCHiN ROCK’N’ROLL』「VOMiT ＜リンリン×山田健人監督＞」

藤井風
- 満ちてゆく　紅白歌合戦ステージング指導

ポルノグラフィティ
- 暁

みゆな
- 頂戴

MONDO GROSSO
- 惑星タントラ（出演：齋藤飛鳥）

RADWIMPS
- 人間ごっこ
- 賜物

YOASOBI
- アドベンチャー

彩風咲奈
- カナリヤ

amazarashi
- スワイプ

星野源
- 生命体（出演：齋藤飛鳥）

### イベント・コラボレーション
BVLGARI
- Cinemagia 振付演出
- AVRORA AWARDS 2019　Opening/Ending 振付演出（出演：Crystal Kay）
- AVRORA AWARDS 2021　Ending 振付演出（出演：MIYAVI / 土屋アンナ）

ARMANI
- ARMANI EXCHAGE 2021振付（出演：山崎賢人）

ANEVER
- ANEVER(アンエバー) VISUAL MOVIE 振付（出演：平手友梨奈）
- ANEVER (アンエバー)「 RAIN ITEMS 」振付（出演：平手友梨奈 / 板垣李光人）

### CM
SK-Ⅱ
- 「綾瀬はるか / imma / Behati Prinsloo / Leah dou」

資生堂
- エッセンス スキングロウ ファンデーション（出演：長澤まさみ）

シーバスリーガル
- シーバスリーガル「一滴のこらず」篇

大鵬薬品
- ソルマックキュアールS

コカコーラ
- 「ファンタ坂学園」（出演：乃木坂46）

スーツはるやま
- 「春イチバンになれ。」篇（出演：乃木坂46）

ソフトバンクロボティクス
- 「Whiz」（出演：広瀬すず）

宝酒造
- 松竹梅白壁蔵『澪』スパークリング清酒（出演：浅田真央）

花王
- Essential THE BEAUTY 「THE BEAUTY MERMAID」（出演：見上愛）

バイトル
- 「バイトル一万尺シリーズ」など（出演：乃木坂46）

### 番組
フジテレビ「2020 FNS歌謡祭 夏」
- 森山直太朗×平手友梨奈「生きてることが辛いなら」

フジテレビ「2021 FNS歌謡祭」
- 平手友梨奈「No Time To Die」/ビリー・アイリッシュ

### 舞台・ミュージカル・ライブ
- 2016　『FINAL LEGEND IV』- ELECTRIC KALEIDO-JAPONESQUE - @ KAAT（芸術監督）
- 2016　Legend Tokyo Chapter.6 Opening（演出）
- 2017　Rei Dance Collection 【坐巫艶】@ 人見記念講堂（総合演出）
- 2017　モンスターストライク XFLAG PARK2017　MONST OPERETTA ～Shaolin Kung Fu～ @ 幕張メッセ（振付）
- 2018　サンリオピューロランド監修 松竹『KAWAII KABUKI』（振付）
- 2018　『懺渼歌-SANBIKA-』@ SHIBUYA CULTURAL CENTER OWADA（プロデュース公演）
- 2019　太鼓芸能集団 鼓童 コラボレーションステージ『2019 Miss Earth Japan Niigata』@ 新潟能楽堂（演出/振付/出演）
- 2019　En Dance Show Case『EnVison』@ 文京シビックホール（総合演出）
- 2019　舞台『血界戦線』（振付）
- 2021　ミュージカル『マドモアゼル モーツァルト』（振付）
- 2022　Rei Dance Collection 【うらうらら】@ 人見記念講堂（総合演出）
- 2022　浅田真央アイスショー「BEYOND」『幻想即興曲』（振付）
- 2022　STAR ISLAND SINGAPORE Countdown Edition 2022-2023（振付）
- 2023　舞台『刀剣乱舞』禺伝 矛盾源氏物語（振付）
- 2023　舞台「いしかわ百万石文化祭2023」全国こどもオペラの祭典　モーツアルト オペラ「魔笛」（振付）
- 2023　乃木坂46 33rdSGアンダーライブ  オープニング,『自由の彼方』（振付）
- 2024　宝塚歌劇 月組公演 Grand concert 『G.O.A.T』 ～Greatest Of All Time～ （振付）
- 2024　宝塚歌劇 雪組公演 『ALL BY MYSELF』－BLOOM’S COLORFUL MEMORIES－（振付）
- 2024　STAR ISLAND TOKYO&FUKUOKA 2024（振付）
- 2024　RADWIMPS WORLD TOUR 2024 “The way you yawn, and the outcry of Peace” （振付）
- 2024　Yojiro Noda welcomes you to WONDER BOY'S AKUMU CLUB（振付）
- 2025　彩風咲奈1st Concert『no man’s land』（振付）
- 2025　『至ノ塔-tower of resonance-』@ 人見記念講堂（総合演出）

### コンテンツ
- 2020　石田スイ プロデュース Nintendo Switch ゲームソフト『ジャックジャンヌ』（振付）
- 2021　サンライズ オリジナルアニメーション『Artiswitch（アーティスウィッチ）』#1（振付）
- 2021　「春夏秋冬／フォーシーズンズ 乃木坂46」展（齋藤飛鳥、遠藤さくら）（振付）